# Brickelliastrum
Brickelliastrum é um género botânico pertencente à família Asteraceae.